# NGC 446

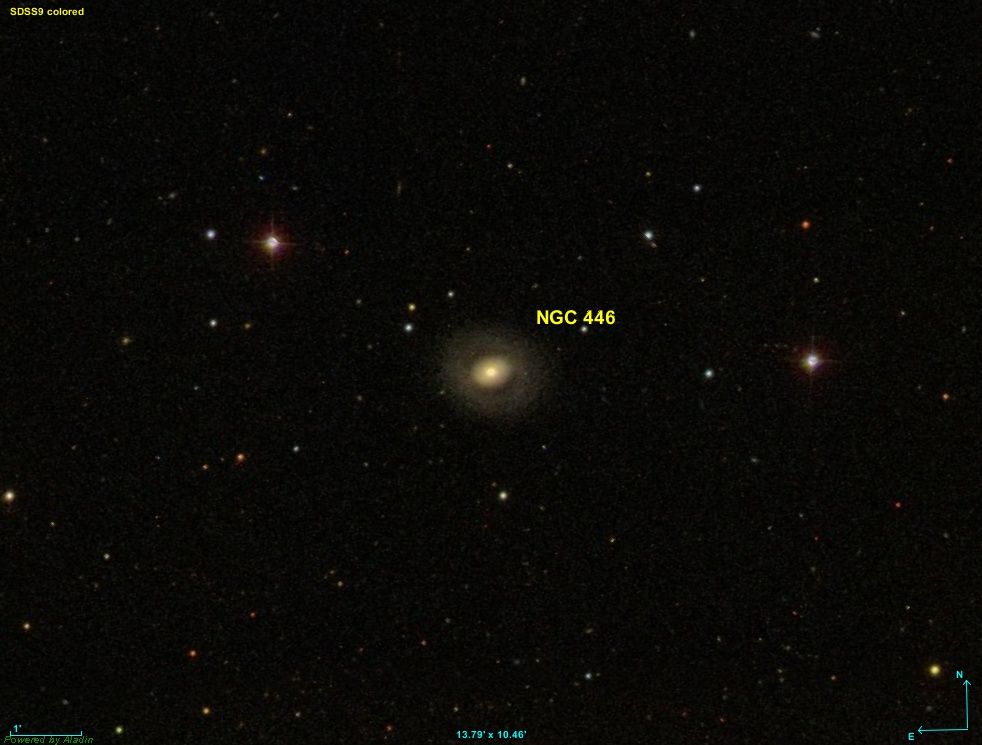
NGC 0446, SDSS.

NGC 446 è una galassia lenticolare situata nella costellazione dei Pesci.
Fu scoperta il 23 ottobre 1864 da Albert Marth e, in seguito, inserita nel New General Catalogue con il numero 446. Il 20 agosto 1892 fu osservata da Stéphane Javelle e, successivamente, inserita nell'Index Catalogue con il numero 89.